# Allen Guttmann
Allen Guttmann, né à Chicago, est un historien du sport dont l'ouvrage de référence est Du rituel au record, la nature des sports modernes (From Ritual to Record: the Nature of Modern Sports) publié en 1978.

## Biographie
Allen Guttmann est diplômé des universités de Floride (B.A. 1953), de Columbia (M.A. 1956) et du Minnesota (doctorat 1961).
Enseignant d'abord l'anglais puis l'histoire et la sociologie du sport au Amherst College depuis 1959, il est l'auteur de onze ouvrages sur l'étude du phénomène sportif et reçoit, en 2001, le prix de la recherche du CIO. Il occupe le poste de président de la North American Society for Sport History de 2001 à 2003. En octobre 2009, il est honoré par la Société internationale des historiens olympiques (ISOH) pour l'ensemble de son œuvre.
Puisant ses références dans tous les champs de la connaissance, de l'histoire à la philosophie, de la sociologie à l'anthropologie et de la littérature à la psychologie, les travaux de Guttmann suscitent de vifs débats dans nombre de disciplines. Comme le précise Thierry Terret dans son avant-propos de la traduction française de From Ritual to Record (2006) : « Autant l'avouer, ces débats n'ont guère été suivis en France où, dans les années 1980, l'histoire du sport se développe relativement en marge de la communauté internationale. ». Comme ailleurs il y a trente ans, la publication de la traduction française de l'ouvrage suscite des réactions assez vives en France, tel Jean-François Loudcher : « l’ouvrage a marqué, et marque encore, toute une génération d’historiens du sport au point de faire l'objet d'un certain nombre de critiques et de débats. (...) la persistance de l'auteur à maintenir sa théorie nous interroge sur son statut scientifique et sur le besoin que le domaine des sciences sociales du sport ressent à se référer à cette démarche. ».
Ses « sept critères » définissant le sport moderne font notamment l'objet de débats. Selon Guttman, les sept conditions pour différencier sport moderne et sport ancien sont : le sécularisme, l'égalité, la spécialisation, la rationalisation, la bureaucratie, la quantification et la quête du record. Les sports romains, les plus proches du modèle moderne, sont ainsi écartés sur le seul critère de la quête du record. Pourtant, quand on connait le gout des Romains pour les statistiques sportives (cf études épigrahiques), la quête du record n'apparait pas vraiment étrangère au monde sportif romain. Les sports primitifs ou traditionnels n'obéissent, d'après Guttmann, à aucun des critères. Les sports grecs et les sports médiévaux n'en suivent, dans les meilleurs cas, que la moitié.
En ouverture de son dernier ouvrage, Sports: The First Five Millennia, il reste ironique en avouant No one knows enough to write such a book (personne n'a le savoir nécessaire pour écrire un tel livre), ce à quoi a répondu Laurent Turcot avec son livre Sports et Loisirs. Une histoire des origines à nos jours (Paris, Gallimard, 2016).